# هيدروجين أخضر

الهيدروجين ليس له لون, اللون الأخضر هو فقط اصطلاح

الهيدروجين الأخضر هو وقود عالمي وخفيف وعالي التفاعل، من خلال عملية كيميائية تُعرف بإسم التحليل الكهربائي. تستخدم هذه الطريقة تيارًا كهربائيًا لفصل الهيدروجين عن الأكسجين في الماء، إذا تم الحصول على هذه الكهرباء من مصادر متجددة، فسننتج طاقة دون انبعاث ثاني أكسيد الكربون في الغلاف الجوي.
إن الهيدروجين الأخضر هو التركيز الرئيسي في استراتيجية الهيدروجين.

## نبذة
الهيدروجين هو العنصر الأكثر وفرة في الكون، ولكن على الأرض لا يبدو نقيًا في الطبيعة، ويتطلب طاقة للفصل. الأسلوب الأكثر شيوعًا هو استخراج الهيدروجين من الماء، وهو مركب مكون من ذرتين من الهيدروجين وذرة واحدة من الأكسجين (ومن ثم H2O).
القيام بذلك بسيط إلى حد ما. يمكنك استخدام الحرارة والتفاعلات الكيميائية لإطلاق الهيدروجين من المواد العضوية مثل الوقود الأحفوري. لكن هذا يعتبر ملوث للغاية. يعد إنتاج الهيدروجين في جميع أنحاء العالم مسؤولاً عن انبعاثات ثاني أكسيد الكربون المكافئة لتلك الخاصة بالمملكة المتحدة وإندونيسيا مجتمعتين. (يستخدم الهيدروجين في الغالب في صناعة تكرير النفط وإنتاج أسمدة الأمونيا).

## التحليل الكهربائي

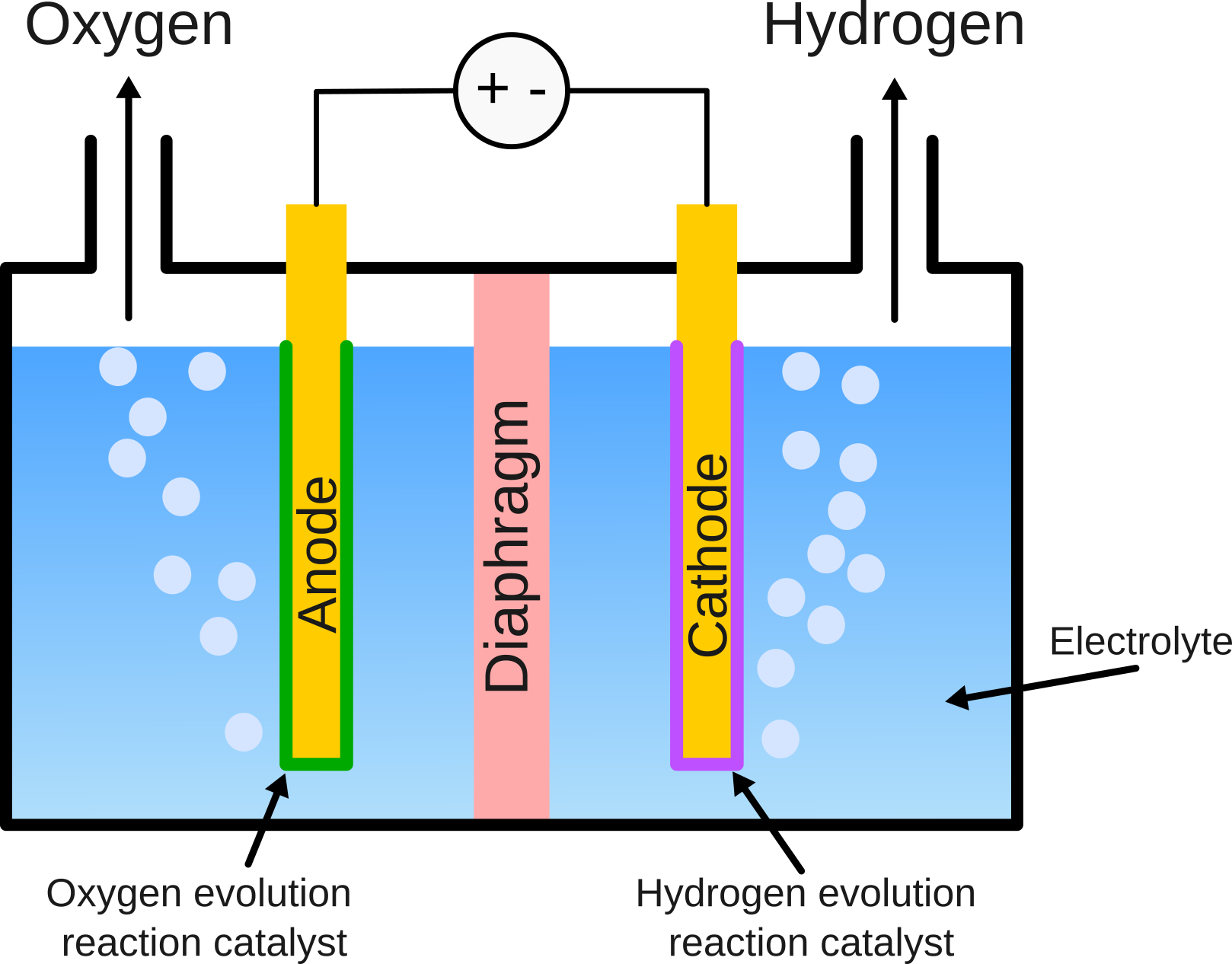
المحلل الكهربائي القلوي أكثر الطرق شيوعاً للتحليل الكهربائي.

المحلل الكهربائي ذو غشاء تبادل البروتون.

يُعتبر التحليل الكهربائي الطريق الرئيسي لإنتاج الهيدروجين الأخضر باستخدام الكهرباء المتجددة لتفكيك الماء (H₂O) إلى هيدروجين (H₂) وأكسجين (O₂)، مع توسّع التقنيات الحديثة حتى عام 2025 لتشكيل الاقتصاد العالمي للهيدروجين.

### الأنواع الرئيسية
- المحللات الكهربائية القلوية:

```
 تقنية ناضجة وفعالة من حيث التكلفة، تعمل عند 70–90 °C باستخدام محلول هيدروكسيد البوتاسيوم ومحفزات من معادن غير ثمينة، وهي مستخدمة في نظم إنتاج مستقرة، لكنها تتطلب أنظمة تخزين عند الدمج مع مصادر متقطعة.
[
7
]
```

- محللات غشاء تبادل البروتون (PEM):

```
 أنظمة مدمجة ذات استجابة ديناميكية عالية، تعمل عند 50–80 °C وتنتج هيدروجينًا نقيًا. مثالية لربط الرياح والطاقة الشمسية، لكنها تعتمد على بلاتينيوم وإيريديوم مع تكاليف رأسمالية مرتفعة.
[
8
]
```

- محللات الأكسيد الصلب (SOEC):

```
 تعمل عند درجات حرارة عالية (500–1000 °C)، تجمع الطاقة الكهربائية والحرارية بفعالية، مناسبة لتكاملها مع مصادر الحرارة الصناعية أو تحويل البخار وCO₂، لكن الإجهاد الميكانيكي والاستجابة البطيئة يظل تحديًا.
[
9
]
```

- محللات غشاء تبادل الأيون (AEM):

```
 تجمع بين مزايا التكلفة المنخفضة للمحللات القلوية ومرونة PEM، تستخدم محفزات غير نبيلة وإلكتروليتات صلبة. لا تزال في طور التطوير مع تجارب موسّعة في 2025.
[
10
]
```

### مسارات الإنتاج الناشئة
- تقسيم المياه الكهروضوئي الكيميائي:

```
 يدمج تحفيز الضوء والتحليل الكهربائي عبر أقطاب أشباه الموصلات، ويُركِّز البحث لعام 2025 على متانة الأقطاب وتصميم الأجهزة القابلة للتوسع.
[
11
]
```

- إنتاج الهيدروجين البيولوجي:

```
 يستخدم الطحالب والبكتيريا عبر التخمير أو التحليل الضوئي الحيوي. التقنية مستمرة في البحث بسبب عوائد إنتاجية منخفضة.
[
12
]
```

- تقسيم المياه الكيميائي الحراري:

```
 يستفيد من حرارة مرتفعة (نووية أو شمسية) لتحفيز دورات مثل الكبريت–اليود، وتُجرى دراسات نشرها في 2025 حول تطبيقها في المناطق الشمسية والتكامل الصناعي.
[
13
]
```

## الاستخدام
يمكن استخدام الهيدروجين الأخضر على نطاق واسع:
- السيارات والشاحنات الكهربائية التي تعمل بخلايا الوقود الهيدروجينية.
- سفن الحاويات التي تعمل بالأمونيا السائلة المصنوعة من الهيدروجين.
- مصافي «الفولاذ الأخضر» التي تحرق الهيدروجين كمصدر للحرارة بدلاً من الفحم.
- توربينات كهربائية تعمل بالهيدروجين يمكنها توليد الكهرباء في أوقات ذروة الطلب للمساعدة في تثبيت شبكة الكهرباء.
- بديل للغاز الطبيعي للطبخ والتدفئة في المنازل.
- قطاع تصنيع الصلب الكثيف.[14]

## المخاطر
مثل أي غاز، يمكن ضغط الهيدروجين وتخزينه في خزانات، ثم استخدامه حسب الحاجة. ومع ذلك، فإن حجم الهيدروجين أكبر بكثير من حجم الهيدروكربونات الأخرى؛ ما يقرب من أربعة أضعاف الغاز الطبيعي.
يتطلب تخزينه ضغطًا يصل إلى 700 مرة من الضغط الجوي العادي أو التبريد إلى 253 درجة مئوية تحت الصفر، وهو ما يقرب من الصفر المطلق. تشير التقديرات إلى أن تكلفة القيام بذلك يمكن أن تضيف أي شيء من 60 سنتًا إلى 7 دولارات للكيلوغرام، مما يجعلها أقل قدرة على المنافسة مع أنواع الوقود الأخرى. علاوة على تكلفة التخزين، هناك مشكلة في الأنابيب.

## المزايا والعيوب
مصدر الطاقة بواسطة الهيدروجين الأخضر له إيجابيات وسلبيات أهمها:

### المزايا
- مستدام: الهيدروجين الأخضر لا ينبعث منه غازات ملوثة سواء أثناء الاحتراق أو أثناء الإنتاج.
- قابل للتخزين: من السهل تخزين الهيدروجين، مما يسمح باستخدامه لاحقًا لأغراض أخرى وفي أوقات أخرى غير مباشرة بعد إنتاجه.[16]
- متعدد الاستخدامات: يمكن تحويل الهيدروجين الأخضر إلى كهرباء أو غاز اصطناعي واستخدامه للأغراض المنزلية أو التجارية أو الصناعية أو التنقل.

### العيوب
- استهلاك عالي للطاقة: يتطلب إنتاج الهيدروجين عمومًا والهيدروجين الأخضر خصوصًا طاقة أكثر من أنواع الوقود الأخرى.
- قضايا السلامة: الهيدروجين عنصر شديد التقلب وقابل للاشتعال ولذلك يلزم اتخاذ تدابير أمان شاملة لمنع التسرب والانفجارات.[17]

## الفرق بين الهيدروجين الأزرق والأخضر
يشتق الهيدروجين الأزرق من مصادر أحفورية، حيث يتم التقاط انبعاثات الكربون وتخزينها. بينما يُصنع الهيدروجين الأخضر من مصادر غير أحفورية ويفضل من قبل صانعي السياسة وأصدقاء البيئة الذين يحذرون من استمرار الاقتصاد الأحفوري.

## المستقبل
تدرك صناعات العمليات الكيميائية العالمية هذا الاتجاه وبعضها يقوم بالفعل بمشاريع ضخمة لتسريع انتقال الطاقة. يستخدم الهيدروجين في تكرير النفط وإنتاج الأمونيا والميثانول، ويتم إنتاجه بشكل رئيسي من الوقود الأحفوري عن طريق إعادة تشكيل الغاز الطبيعي بالبخار، والأكسدة الجزئية للميثان والفحم.
يعتبر الغاز الطبيعي حاليًا المصدر الأساسي لإنتاج الهيدروجين، حيث يمثل حوالي 75% من الإنتاج العالمي السنوي المخصص للهيدروجين البالغ حوالي 70 مليون طن. هذا يمثل حوالي 6% من استخدام الغاز الطبيعي العالمي. يتبع الفحم الغاز، نظرًا لدوره لأهميته في الصين، ويتم إنتاج حصة صغيرة من استخدام النفط والكهرباء، وفقًا لتقرير صادر عن وكالة الطاقة الدولية (IEA). مع تزايد المخاوف بشأن تغير المناخ، والحاجة الملحة لتقليل انبعاثات ثاني أكسيد الكربون، والتكاليف المتناقصة للكهرباء المتجددة وتكنولوجيا المحلل الكهربائي، بالإضافة إلى العديد من السياسات الداعمة الحكومية، يكتسب الطلب على الهيدروجين الأخضر. حيث يمكن أن يوفر الهيدروجين الأخضر ما يصل إلى 25% من احتياجات الطاقة في العالم بحلول عام 2050 وأن يصبح سوقًا قابلاً للتوجيه بقيمة 10 تريليون دولار بحلول عام 2050. ومن المقرر أن يتجاوز الاستثمار في إنتاج الهيدروجين الأخضر مليار دولار سنويًا بحلول عام 2023. من المتوقع حدوث زيادة واضحة في عدد مشاريع الهيدروجين الأخضر مقارنة بمشاريع الهيدروجين الأزرق في عام 2021 بناءً على العدد المتزايد من مشاريع إنتاج الهيدروجين التي تم الإعلان عنها في العام السابق لكتابة هذا المقال .

## التكاليف
من المتوقع أن تنخفض تكاليف الإنتاج بنسبة 40% حتى عام 2025، حيث يجب استخدام أي تقنية على نطاق صناعي حتى تصبح مجدية اقتصاديًا. الأمر نفسه ينطبق على تقنيات المحلل الكهربائي، في الوقت الحالي، انخفضت أسعار جهاز التحليل الكهربائي بنسبة 50% مقارنةً بخمس سنوات ماضية، ويرجع ذلك إلى التقدم الكبير في تكنولوجيا المحلل الكهربائي والقدرة على التصنيع.

## الدول المصدرة
تعتبر السعودية الأولى عربياً والخامسة عالمياً حسب إحصائيات مؤشر بلومبيرغ لإقتصاد الهيدروجين لعام 2019، ترتيب الدول حسب هذا المؤشر:
- أستراليا
- اليابان
- النرويج
- كوريا الجنوبية
- السعودية (حسب مؤشر بلومبيرغ ستصبح الأولى عالمياً بعام 2023).[19]
- أمريكا
- ألمانيا

## السعودية
حسب مشروع نيوم، من المخطط أن تصبح المدينة التي تبلغ تكلفتها 500 مليار دولار (380 مليار جنيه إسترليني)، كاملة بسيارات الأجرة الطائرة والمساعدة المنزلية الروبوتية، وموطنًا لمليون شخص.
أعلنت شركة إير برودكتس آند كيميكالز، عملاق الغاز الصناعي الأمريكي، في عام 2020 عن خطط لبناء مصنع هيدروجين أخضر في المملكة العربية السعودية يعمل بطاقة 4 جيجاوات من طاقة الرياح والطاقة الشمسية، وهو أكبر مشروع من نوعه في العالم تم الإعلان عنه حتى الآن.
وستمتلك إير برودكتس وأكوا باور السعودية وشركة نيوم المحطة التي تبلغ تكلفتها 5 مليارات دولار، وستنتج المنشأة المكتملة 650 طن من الهيدروجين الأخضر يوميًا، وهو ما يكفي لتشغيل حوالي 20 ألف حافلة تعمل بوقود الهيدروجين. حيث سيتم شحن الوقود على شكل أمونيا إلى الأسواق النهائية على مستوى العالم ثم تحويله مرة أخرى إلى الهيدروجين، ومن المتوقع أن يبدأ إنتاج الأمونيا في عام 2025.
وكان مجلس الوزراء السعودي قد وافق في جلسته المنعقدة بتاريخ 23 يناير 2024 برئاسة الملك سلمان على مذكرة تفاهم بين حكومة المملكة العربية السعودية وحكومة جمهورية الهند، في مجال الهيدروجين الأخضر.